# کریستا لودویگ
کریستا لودویگ (انگلیسی: Christa Ludwig؛ (زادهٔ ۱۶ مارس ۱۹۲۸ – درگذشتهٔ ۲۴ آوریل ۲۰۲۱) یک موسیقی‌دان اهل آلمان بود.